# زاوية الجديدي
زاوية الجديدي مدينة تونسية تقع في ولاية نابل، قرب مدينة بني خلاد. أنشئت بقرار يوم 23 أفريل 1985 تمتد مساحتها حوالي 2000 هكتار, بها تقريبا 7370 نسمة.
ترجع تسمية زاوية الجديدي تخليدا لإسم الولي الصالح سيدي علي الجديدي والذي يوجد ضريحه إلى يومنا هذا بمدخل المدينة القديمة.
يرتكز النشاط الاقتصادي على الفلاحة.